# 毛利輝夫
毛利 輝夫（もうり てるお、1907年11月30日 - 1931年3月20日）は、日本の俳優である。本名は毛利 隆（もうり たかし）。旧芸名は毛利 多加志（読み同じ）。松竹蒲田撮影所のサイレント映画で活躍した二枚目俳優であったが、早世した。

## 来歴・人物
1907年（明治40年）11月30日、福岡県門司市新町（現在の同県北九州市門司区）に生まれる。実父は歯科医を営んでいた。
豊国中学校（現在の豊国学園高等学校）を卒業して上京し、法政大学予科に入学するが、病気のため中退。1927年（昭和2年）、本名の毛利隆名義で阪妻・立花・ユニヴァーサル連合映画に入り大部屋俳優となる。その後、毛利多加志を名乗って小澤映画聯盟、岡田嘉子・竹内良一一座を経て、1929年（昭和4年）7月、松竹蒲田撮影所へ入社。芸名も毛利輝夫と改名して、同年9月6日に公開された小津安二郎監督映画『大学は出たけれど』で映画デビューを果たす。次いで同年11月8日に公開された清水宏監督映画『父の願ひ』では、急遽大役に抜擢され、更に翌1930年（昭和5年）3月1日に公開された小津安二郎監督映画『朗かに歩め』で高田稔、伊達里子らと共演するなど、日本人離れした美貌の二枚目俳優として注目されるようになり、特に女性ファンを魅了した。1929年（昭和4年）に発行された『日本映画俳優名鑑 昭和五年版』によれば、東京府荏原郡蒲田町女塚（現在の東京都大田区女塚）に住み、身長は5尺6寸（約169.7センチメートル）、体重は16貫（約60.0キログラム）、野球、中華料理を好んでいたという旨が記されている。
以後、1931年1月15日に公開された清水宏監督映画『餓鬼大将』など、いよいよ将来を期待していたが、同年4月3日に公開された同じく清水宏監督映画『有憂華』を観ることなく、同年3月20日午前6時頃、神奈川県中郡国府村字新宿（現在の同県同郡大磯町国府新宿）にある鉄道省東海道本線二宮駅～国府津駅間の鉄道踏切において、同所の新人女優で後に企劃部に転向した大町弘子と共に鉄道心中。満23歳没。自殺した場所については、東海道本線大磯駅付近の説もある。トーキー作品への出演は1作もなく、出演作品はすべてサイレント映画であった。

## 大町弘子と自殺
大町 弘子（おおまち ひろこ、1910年 - 1931年3月20日）は、宮城県仙台市生まれ。本名は鈴木 弘子（すずき ひろこ）。デパート松屋銀座本店（現存）の店員を経て、1929年（昭和4年）、当時流行していた「脚線美女優」の募集に合格し、女優花岡菊子に師事して松竹蒲田撮影所へ入社。女優としてはあまり大成しなかったが、後に文芸的才能を認められ、女優業を廃業して同所企劃部員に転向した。自殺の要因としては以下の通りである。
大町が入社して間も無く、ハリウッド帰りで帰国第一回主演として島津保次郎監督映画『愛よ人類と共にあれ』の撮影のため出入りしていた俳優上山草人に、同じ郷里出身ということから目をかけられていた。しかし、その心中の背景には、この上山と大町の関係を所内の悪童達が「怪しい」とゴシップを流し、それを聞いた毛利が「無責任なデマを飛ばすな！」と言って大町らをかばったのが、ことの始まりである。それを聞いた大町は、毛利に傾斜するのであった。
一方、1930年11月末に大阪松竹楽劇部（現在のOSK日本歌劇団）に所属していた鐘一子（後の井上雪子）が、鈴木傳明の紹介で松竹蒲田撮影所に入社して売り出すが、その井上もまた毛利に接近する。したがって、毛利は大町と井上の三角関係ということになったが、鈴木傳明一派からは「親分の傳明の女を横取りした」として「毛利排撃」の声が上がるという経緯があり、またこの頃に大町が肺病を患い、毛利の子を宿しているという噂も出ていた。
心中後の大町の衣服からは花岡菊子宛ての遺書が発見され、覚悟上の情死ということが判明した。

## 出演作品

### 松竹蒲田撮影所
全て製作は「松竹蒲田撮影所」、配給は「松竹」、全てサイレント映画である。
- 『大学は出たけれど』：監督小津安二郎、1929年9月6日公開 ※デビュー作[1][2][6]
- 『父の願ひ』：監督清水宏、1929年11月8日公開 - 医学士・村川
- 『朗かに歩め』：監督小津安二郎、1930年3月1日公開 - 軍平
- 『奪はれた唇』：監督斎藤寅次郎、1930年7月27日公開
- 『愛は力だ』：監督成瀬巳喜男、1930年8月29日公開 - 井沢新一郎
- 『押切新婚記』：監督成瀬巳喜男、1930年8月29日公開 - 職工・勇二（主演）
- 『青春の血は躍る』：監督清水宏、1930年9月19日公開 - 大学の水生選手弟・速見健次
- 『足に触った幸運』：監督小津安二郎、1930年10月3日公開 - 山野
- 『荊の冠』：監督佐々木恒次郎、1930年10月27日公開
- 『霧の中の曙』：監督清水宏、1930年11月1日公開
- 『お嬢さん』：監督小津安二郎、1930年12月12日公開 - 美青年
- 『餓鬼大将』：監督清水宏、1931年1月15日公開 - 昭二の親友・牧原道夫
- 『銀河』：監督清水宏、1931年2月14日公開 - 兄・卓爾
- 『尖端に立つ女』：監督重宗務、1931年3月1日公開
- 『有憂華』：監督清水宏、1931年4月3日公開 - 俳優・川瀬英吉 ※遺作[1][2]